# Stenczer Béla
Stenczer Béla (Pécs, 1952. május 10. –) magyar színész, népművelő.

## Életrajza
1981-ben szerzett diplomát az ELTE BTK-n. 1990-től a Pécsi Nemzeti Színház tagja. Nős, két fia van. Több évig a Pécsi Országos Színházi Találkozó (POSZT) ügyvezető igazgatója volt.

## Jelentősebb szerepei

### Színházban
- Paraszt Hamlet - Bukara
- Svejk - Svejk
- Koldusopera - Peachum
- Hegedűs a háztetőn - Tevje
- La Mancha lovagja - Sancho
- Színezüst csehó - Bill
- Marica grófnő - Populescu
- Csárdáskirálynő - Miska
- Bál a Savoyban - Musztafa
- Mágnás Miska - Mixi
- Kander-Ebb: Kabaré - Schultz úr
- Pinter: Születésnap - Goldberg
- Kleist: Amphitryon - Sosias
- Shakespeare: VI. Henrik - Warwick
- Görkorcsolyapálya - Ben
- A három testőr - 1. játékvezető
- My Fair Lady - Doolittle
- Jézus Krisztus Szupersztár - Heródes
- Oliver - Fagin
- Denevér - Frank, fogházigazgató
- Mária főhadnagy - Biccentő
- Vig özvegy - Zéta Mirkó
- Hippolyt a lakáj - Schneider Mátyás
- Csókos asszony - Kubanek
- Gőzfürdő - Diadalszkíj
- Éjjeli menedékhely - Bubnov
- A revizor - Spekin postamester
- Illatszertár - Hammerschmidt drogista
- Szeget szeggel - Pompeius
- Hamlet - Polonius, Sírásó
- Rómeo és Júlia - Lőrinc barát
- Vizkereszt, vagy amit akartok - Böffen tóbiás
- Tarelkin halála - Óh kapitány
- Álszentek összeesküvése - Bouton
- A néma levente - Beppo
- Amphytrion - Sosias
- Karnyóné - Lázár  - Tipptopp
- A képzelt beteg - Argan
- A nép ellensége - Morten Kill
- Húsdarab (Magnin) - Apa
- Adáshiba - Szűcs úr
- Voskovec-Werich: A nehéz barbara  - 2. zsoldos (W)
- Voskovec-Werich: Bolond és hóhér - Gáspár Csálingerosz (W)
- Koldusopera - Peachum
- Mesél a bécsi erdő - Tündér király
- Dundo Maroje - Bokcilo
- Macskafogó - Lusta Dick
- A testőr - Mezei
- A dzsungel könyve - Balu
- Csak kétszer vagy fiatal - Tom
- János vitéz - Francia király

### Filmen
- Macskafogó 2: A sátán macskája – Főnök hangja (magyar animációs vígjáték, 2007, rendező: Ternovszky Béla)
- A három testőr Afrikában – Tuskó Hopkins (magyar vígjáték, 1996, rendező: Bujtor István)
- Éretlenek – Orvos (magyar tévéfilm sorozat, 1996, rendező: Szurdi Miklós, Kolos István, Gárdos Péter)
- Kisváros – Gyógyszerész/Mihály Ferenc törzsőrmester/Kocsmáros/Jutos úr (magyar krimi sorozat, 1995, rendező: Várkonyi Gábor, Fazekas Lajos, Balogh Zsolt, Pajer Róbert, ifj. Elek Ottó, Rozgonyi Ádám
- Frici, a vállalkozó szellem – Pék (magyar vígjáték sorozat, 1993, rendező: Seregi Zoltán)
- Karnyóné (magyar tévéfilm)
- Csendkút

Érdekesség, hogy 2 másik pécsi színésszel (Stubendek Katalin, Györfi Anna) együtt a pécsi helyi autóbuszvállalat, a TükeBusz egyes autóbuszjáratain hallható hangja a hangos utastájékoztatásban.

## Kitüntetései
- miniszteri dicséret
- Szocialista Kultúráért
- Aranykoszorús KISZ jelvény
- Nívódij
- BAT Közönségdíj (1997 és 2007)
- Pécs Város Pro Communitate díja (2003)
- Ambassador gyűrű
- Megyei Príma Díj
- Szendrő József Díj (2017)
- Gobbi Hilda-díj (2022)[1]
- Pécs Város Pro Civitate díja (2023)[2]

(Ez utóbbiakkal kapcsolatos megjegyzése: „Ún. kitüntetéseimet nézve szeretném jelezni, hogy pártnak tagja soha nem voltam. Magamat liberálisan gondolkodó humanistának tartom. A fenti kitüntetéslista mai szemmel elég furcsának hat, noha egyiket sem szégyenlem, mert mögöttük sem dogma, sem törtető hűbéresi alázat nem húzódik meg, hanem csak az adott pillanatban talán túlértékelt hétköznapi munka.”).